# Авл Атерній Вар Фонцінал
Авл Атерній Вар Фонцінал (лат. Aulus Aternius Varus Fontinalis; близько 490 до н. е. — після 448 до н. е.) — політичний діяч часів ранньої Римської республіки, консул 454 року до н. е.

## Життєпис
Походив з патриціанського роду Атерніїв. Про його батьків та початок кар'єри відсутні відомості. У 454 році до н. е. обраний консулом разом з Спурієм Тарпеєм Монтаном Капітоліном. Під час своєї каденції разом з колегою провів закон Lex Aternia Tarpeia щодо призначення грошових штрафів (встановивши еквіваленти відносно великої та дрібної худоби, в яких сплачувався штраф) та гарантій у судовому процесі. Боровся проти прийняття закону народного трибуна Гая Терентілія Арси щодо укладання законів (майбутніх XII таблиць).
У 449 році до н. е. був у складі делегації, що вела перемовини з плебеями, які перебралися на Авентинський пагорб у зв'язку із загибеллю плебейки Віргінії.
У 448 році до н. е. був обраний народним трибуном разом з Спурієм Тарпеєм Монтаном Капітоліном та Луцієм Требонієм Аспером, незважаючи на своє патриціанське походження. Це було зроблено під тиском сенату, що сподівався протидіяти політиці народного трибуна Луція Требонія, спрямованої на встановлення рівних прав між плебеями та патриціями. Подальша доля Авла Атернія невідома.